# 多頭飼育崩壊

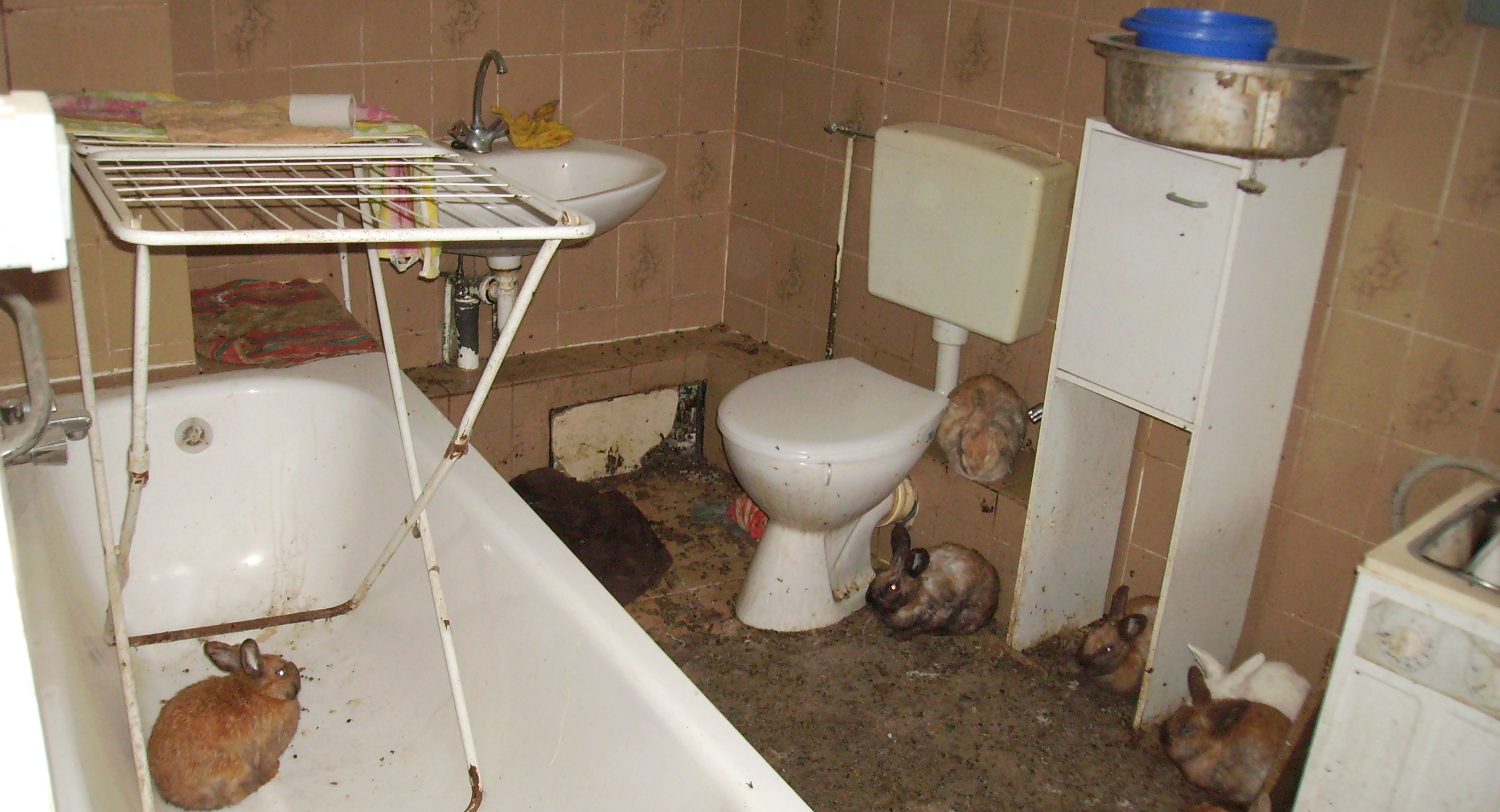
多頭飼育崩壊の一例。浴室に6匹ものウサギを飼っている。

多頭飼育崩壊（たとうしいくほうかい）とは、ペットの動物を多数飼育した飼い主が、無秩序な飼い方による異常繁殖の末、飼育不可能となる現象。英語ではアニマルホーディング（Animal Hoarding）といい、過剰多頭飼育者のことをアニマルホーダー（Animal Hoarder）という。

## 日本での状況
ペットを自宅など同一ヵ所で最初は適正頭数を飼っていたが、不妊手術など適正な措置を行わないままに無計画に飼った末、飼い主の予想を超えて異常繁殖が繰り返され過剰多頭飼育となり、経済的にも破綻して飼育放棄に近い状態になる現象が各地で起こっている。現場では、糞尿の垂れ流し、餌不足、病気、餓死、共食い、害虫・ネズミの発生、鳴き声による騒音、悪臭などが発生し、図らずも動物虐待や近隣トラブルとなっているケースも多い。
飼い主の孤独死や病気、行方不明などで問題が深刻化し、近隣住民からの悪臭などの苦情・通報により発覚するケースも多い。動物愛護団体などボランティア組織が発見したり、介入したりするケースもあるが、その後に保護先が確保できずにそのまま放置される場合もある。日本では2016年時点の最新調査で全国で約1800件の多頭飼育による苦情件数が報告されている。環境省が2頭以上の犬・猫飼育に対して複数の住民から苦情を寄せられたケースを、動物愛護担当部局がある115自治体について集計したところ、2016年度で2199件あった。飼育頭数が50以上というケースもあった。

## 原因
崩壊する飼い主には大きく分けて以下の3つのパターンがあるとされる。

### 動物取扱業者・繁殖業者（ブリーダー）
繁殖業者（ブリーダー）が人気品種を大量に繁殖させたものの、人気種が変わるなどして売れなくなった結果、経営が行き詰まり、飼育が崩壊するケース。動物は、狭いケージに閉じ込められたまま、不衛生な管理で皮膚病をはじめとする病気が蔓延したり、糞尿や死体が放置されたりする場合もある。利益目的であるため、崩壊を繰り返すことも多い。賃貸住宅の場合は強制立ち退きや損害賠償請求も多くある。この他、アニマルカフェのような常時多くの動物を占有して営業する動物取扱業者が経営難に陥ったり、動物を増やし過ぎた結果として飼養困難になったりするなどして多頭飼育崩壊状態に至る事例も出ている。
実際にあった事例としては、廃業したブリーダーから動物を引き取って営業していた東京都墨田区のアニマルカフェが、近隣住民から東京都に悪臭などの苦情が寄せられたほか、客から「動物の状態や店の飼育環境が悪い」等の指摘があり、2015年12月に東京都が立ち入り検査した。これにより不妊を施さなかったことによる飼育頭数増加を隠した虚偽報告や杜撰な衛生管理に起因する病気蔓延が発覚し、2016年4月に東京都より動物愛護法に基づく業務停止命令を受け、その後も改善なしとして同年6月、動物取扱業登録を取り消されている。2017年6月には、鹿児島県鹿児島市のアニマルカフェの経営者が動物を放置したまま失踪していることが明らかとなり、鹿児島市は動物愛護法違反の可能性もあるとして警察に相談。鹿児島市保健所が同月調査したところ、店内には大量のゴミや汚物が放置され、大部分の動物は衰弱、一部は死亡していたという。市保健所からの情報提供を受け、警察が同法違反の容疑で捜査。同年9月、経営者が出頭。同月、経営者は鹿児島地方検察庁に書類送検された。

### 個人の愛好家・過剰多頭飼育者（アニマルホーダー）
動物好きが高じ、避妊・去勢手術をしない場合、動物が繁殖を繰り返すことで次第に手に負えなくなり、
悪臭や鳴き声で近隣からの苦情が出ることもある。実際に起こった例では、当人は私財を投じて動物の救済活動をしていたつもりであり、動物虐待状態であるとは認識していない場合や、逆に動物が増え過ぎたと認識して飼育を放棄、動物を置き去りにして転居していた事例もあった。また通常多頭を飼養出来ている場合であっても、大規模な自然災害や火災などの人災により突然、飼養不能になるリスクがある。環境省は予め飼い主が災害時の避難方法や場所を考えておくように呼び掛けている。自治体は同行避難を指導しているものの、突然の天災や人災にあってはそれも叶わず一瞬のうちに飼育崩壊・動物の死亡に至る場合もある。
「アニマルホーダー」とは、精神疾患（強迫的ホーディング、強迫性障害、依存症、収集癖）の一種で、自らの意思で動物を飼い始めたものの、適正飼育頭数を越えても動物を手放すことができない精神状態にあるもの。本人の治療と行政・ボランティアの介入なくしては回復することが困難である。また、アニマルホ―ダ―の70％～80％が生活区域にペットの糞尿、死骸などを放置したままにするため、公衆衛生上、深刻な問題となる場合が多い。アメリカ合衆国では1990年代より病理的な問題として、タフツ大学と動物愛護団体HSUS（The Humane Society of theUnited States）との共同研究が始まり、アニマルホ―ダ―に関する数多くのデータと問題解決に向けたマニュアルが公開されている。

### ボランティア・多頭飼育者
善意のレスキュー活動であるシェルターとしてボランティアを行っているケースでは、周囲から次々に不要になった動物を押し付けられるなどが相次ぐことで、適正飼育頭数を超えてしまい、飼育者の病気や不慮の事故などが引き金となって突然崩壊する。これは前者のアニマルホーダーと同様である。※（次項、「二次崩壊を参照」）

### 二次崩壊
民間のボランティア団体や動物好きな個人が、崩壊した飼い主に介入してペットを保護する場合がある。その中で保護する頭数が許容能力を超えた場合には、ボランティアが飼育不可能となる”二次崩壊”を起こすケースも報告されている。

### その他の原因
セルフネグレクト、ゴミ屋敷などを起こす精神疾患であるディオゲネス症候群のバリエーションで、船内に多くの動物を収容した神話ノアの箱舟から名付けられたノア症候群（Noah syndrome）による。

## 法的規制と対策

### 日本

#### 動物愛護法
日本では2012年から動物の愛護及び管理に関する法律により、飼い主の義務が以下に課せられている。
日本においてペットは民法上、個人が占有する財産であり、日本国憲法第29条第1項の規定により財産権が保障されている。よって単に「何頭以上飼ってはいけない」等、複数頭・多頭飼育を禁止することはできない。動物の愛護及び管理に関する法律に基づき、「多数の動物の飼養又は保管に起因して周辺の生活環境が損なわれている事態が生じていると認められる場合」については、日本国憲法第29条第2項にいう「公共の福祉」に適合するように、自治体が調査し、改善を指導、勧告、命令することができる、とされているものの、「過剰多頭飼育状態である」というだけの理由をもって行政当局による取り締まりや動物の没収はできない。環境省はパンフレットを作製・配布、複数の頭数・種類の動物を飼育する難しさを説明し、多頭飼育の注意点の周知を行っているほか、自治体も適正な動物飼養に関するガイドラインを定めている。
問題の発生や深刻化を防ぐため、自治体が条例で多頭飼育の届け出を求めたり、民生委員など福祉部門と動物愛護担当部署の連携を勧めたりする動きもある。
しかしこれらの対応を行っても多頭飼育崩壊は各地で発生していることから、環境省は2019年3月、専門家会議「社会福祉施策と連携した多頭飼育対策に関する検討会」を設置。2021年2月、自治体などが対策を講じる際のガイドラインを取りまとめ、関係機関に周知する。事態が深刻化する前に問題を察知して対応し、必要な場合は飼い主の生活支援や地域での見守りを通じて再発防止に努めることを求めている。

#### 飼育頭数に関する法的規制
いずれも飼育頭数の届出義務に関する規定である。
- 化製場等に関する法律
  - 第九条 　都道府県の条例で定める基準に従い都道府県知事が指定する区域内において、政令で定める種類の動物[21][22]を、その飼養又は収容のための施設で、当該動物の種類ごとに都道府県の条例で定める数以上に飼養し、又は収容しようとする者は、当該動物の種類ごとに、その施設の所在地の都道府県知事の許可を受けなければならない。
- 埼玉県動物の愛護及び管理に関する条例 第七条の二・埼玉県動物の愛護及び管理に関する条例施行規則 第三条（犬猫合わせて10頭以上飼育する場合の届出義務）
- 山梨県動物の愛護及び管理に関する条例 第十三条（犬猫合わせて10頭以上飼育する場合の届出義務と繁殖制限義務）
- 滋賀県動物の愛護及び管理に関する条例 第6条の2（犬猫合わせて10頭以上飼育する場合の届出義務）
- 佐賀県動物の愛護及び管理に関する条例 第5条（犬猫合わせて6頭以上飼育する場合の届出義務と周辺住民への説明努力規定）
- さいたま市動物の愛護及び管理に関する条例 第9条の2・さいたま市動物の愛護及び管理に関する条例施行規則 第3条（犬猫合わせて10頭以上飼育する場合の届出義務）

以下は指定した地域における飼育頭数を規制した条例であるが、特定事例に対応するための条例であったため、解決した2010年以後は適用されていない。
- 鳥取県民に迷惑をかける犬又は猫の飼育の規制に関する条例 第2条・第3条（知事が指定した規制地域において犬猫合わせて10頭以上飼育することを禁止[23]。条例の適用期限は平成22年3月31日）

### イギリス
イギリスではかなり早く1822年に動物愛護の法律が制定され、高いレベルでの法的規制が設けられている。法制定の直後にはアニマルポリスが組織され、1840年には王立動物虐待防止協会（RSPCA）となり活動している。

## 参考サイト
- 新潟動物ネットワーク
- NHKクローズアップ現代 No.3892 2016年11月15日(火)放送- ネコに家が壊される～広がる ペット多頭飼育崩壊～ ウェイバックマシン